# Dettingen unter Teck

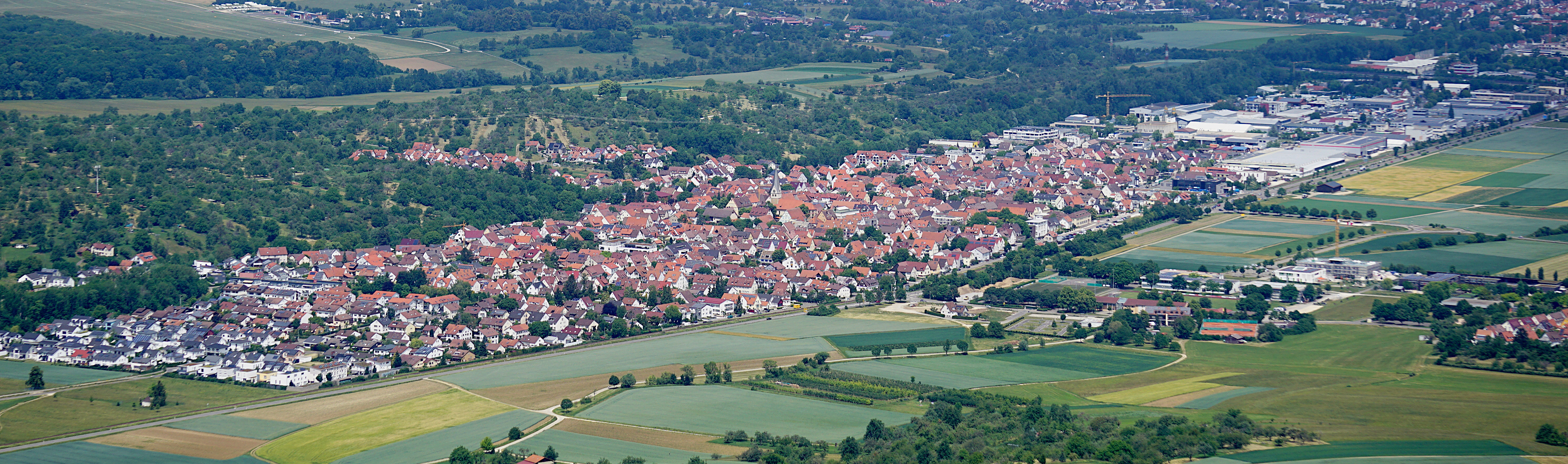
Dettingen von der Burg Teck aus gesehen

Dettingen unter Teck ist eine Gemeinde am Rand der Schwäbischen Alb im Landkreis Esslingen in Baden-Württemberg. Sie gehört zur Region Stuttgart (bis 1992 Region Mittlerer Neckar) und zur europäischen Metropolregion Stuttgart. Ein kleiner Teil (1,44 %) der Gemarkung von Dettingen ist Teil des Biosphärengebiets Schwäbische Alb.

## Geographie

### Geographische Lage
Die Gemeinde liegt am Albtrauf, der nordwestlichen Steilstufe der Schwäbischen Alb, circa 35 Kilometer südöstlich von Stuttgart auf 329 bis 520 Meter Höhe. 463 Hektar (ca. 30 %) der Gemeindefläche bestehen aus Wald.

### Gemeindegliederung
Zu Dettingen unter Teck gehören das Dorf Dettingen unter Teck und das Haus Lindengarten sowie die abgegangenen Ortschaften Burg Schloßberg, Burg Bol, Burg Mannsberg, Tiefenbach und Fuoßhausen.

### Nachbargemeinden
Angrenzende Gemeinden sind im Norden Kirchheim unter Teck, im Osten der Kirchheimer Ortsteil Nabern und Bissingen an der Teck, im Süden Owen, im Südwesten Beuren und im Westen Nürtingen (alle Landkreis Esslingen).

### Flächenaufteilung
Nach Daten des Statistischen Landesamtes, Stand 2014

## Geschichte

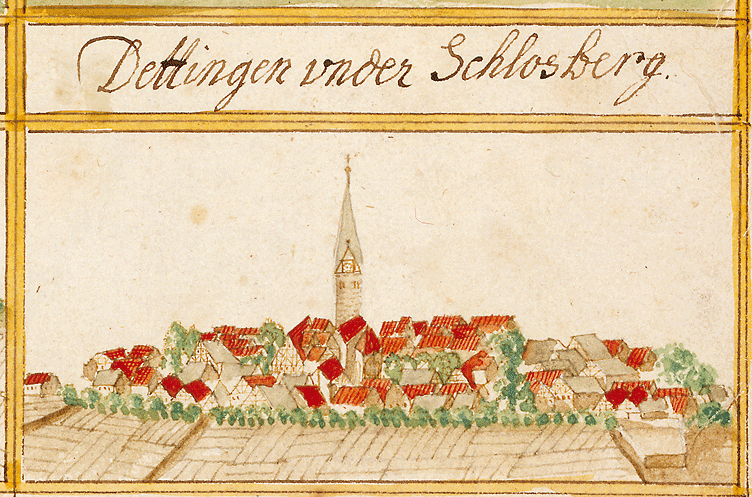
Dettingen 1683/1685 im Kieserschen Forstlagerbuch

### Antike und Mittelalter
Bereits aus der Antike gibt es im Lautertal Siedlungsspuren. Mitten durch das Tal und den Ort führt der Lautertal-Limes, eine römische Grenzbefestigung, die der Volksmund als Sybillenspur kennt. Südlich des heutigen Kernortes liegt das Kastell Dettingen unter Teck.
Dettingen wurde erstmals um 1100 urkundlich erwähnt. Außergewöhnlich ist die hohe Zahl von sechs Burgen und Edelsitzen auf Dettinger Markung, von denen keine mehr erhalten ist, sie sind alle bereits im frühen Mittelalter abgegangen. Die ansässigen Herrengeschlechter hatten auf Dettinger Markung den Hauptteil der grundherrschaftlichen Rechte. Die hohe Obrigkeit lag schon seit 1381 beim Haus Württemberg, deren regierende Grafen als Landesherren auftraten. 1415 brachten die Württemberger auch die Rechte als Ortsherren an sich.

### Frühe Neuzeit
An den Bauernkriegen um 1525 beteiligten sich auch Dettinger Weingärtner aktiv. Im Dreißigjährigen Krieg wurde der Ort schwer verwüstet, die Bevölkerungszahl verminderte sich durch Krieg und Pest auf rund ein Drittel. Zu Beginn des 17. Jahrhunderts zählte der Ort noch rund 1300 Einwohner, 1654 waren es nur noch 511 Personen. Der Ort erholte sich nur langsam, die Franzosenkriege Ende des 17. Jahrhunderts brachten einen erneuten Rückschlag. Noch 1715 waren 160 Hofstätten nicht bewohnt und 300 Morgen Äcker und Weingärten lagen brach. Im Jahr 1803 hatte Dettingen dann wieder ca. 1800 Einwohner.

### Die Zeit von 1806 bis 1945
Bei der Umsetzung der neuen Verwaltungsgliederung im 1806 gegründeten Königreich Württemberg blieb Dettingen dem Oberamt Kirchheim zugeordnet.
In der Märzrevolution 1848 griffen einige Bewohner von Dettingen auch die Honoratioren am Ort an und beteiligten sich an Ausschreitungen. Die Leute setzten sich vor allem dafür ein, dass die Zehntherrschaft und die Jagdprivilegien des Adels abgeschafft werden sollten. Ein demokratischer Volksverein wurde gegründet und Handwerker aus Dettingen zogen mit bewaffneten Freischaren am 19. Juni 1849 von Kirchheim nach Weilheim an der Teck. Diese Ereignisse hatten aber in der Folge keine nennenswerten Auswirkungen auf ein verstärkt politisches Engagement der Dettinger im 19. Jahrhundert.
Am 1. Januar 1880 wurde der bisher übliche Dettinger Namenszusatz „am Schloßberg“ in Dettingen „unter Teck“ geändert.
Bei der Kreisreform während der NS-Zeit in Württemberg gelangte Dettingen 1938 zum Landkreis Nürtingen.
Im Jahre 1939 wurde der Flugplatz der Schempp-Hirth Flugzeugbau GmbH von der Luftwaffe als Feldflugplatz ausgewiesen. Er war jedoch relativ klein und wurde von der Luftwaffe deshalb auch nicht belegt.
Am Ende des Zweiten Weltkrieges traf es Dettingen schwer, der 20. April 1945 wurde zum Schicksalstag. Schon Tage vorher hatten deutsche Truppen auf ihrem Marsch zum Rückzug auf die Schwäbische Alb in Dettingen Unterschlupf gesucht und gefunden. Die Scheunen und Keller waren voll mit deutschen Soldaten, als alliierte Jagdbomber gegen 16 Uhr mit einer systematischen Bombardierung des Ortes begannen. Spreng- und Brandbomben wurden abgeworfen, in kurzer Zeit brannten 69 Häuser und 39 Scheunen lichterloh. Die Kirche, das Rathaus, das Schlössle, das alte Schulhaus, der Kindergarten und das Feuerwehrmagazin wurden ein Raub der Flammen, das Vieh verbrannte in den Ställen. Zehn Ortsbewohner und 13 Soldaten kamen ums Leben. Einen Tag später marschierten die Amerikaner ein und besetzten das Dorf.

### Nachkriegszeit
Da der Ort nach dem Zweiten Weltkrieg Teil der Amerikanischen Besatzungszone geworden war, gehörte er somit seit 1945 zum neu gegründeten Land Württemberg-Baden, das 1952 im jetzigen Bundesland Baden-Württemberg aufging. Dettingen erhielt in den ersten Nachkriegsjahren einen Zuzug von etwa 600 Vertriebenen.
1973 erfolgte die Kreisreform in Baden-Württemberg, bei der Dettingen vom aufgelösten Landkreis Nürtingen zum Landkreis Esslingen kam.

### Religionen

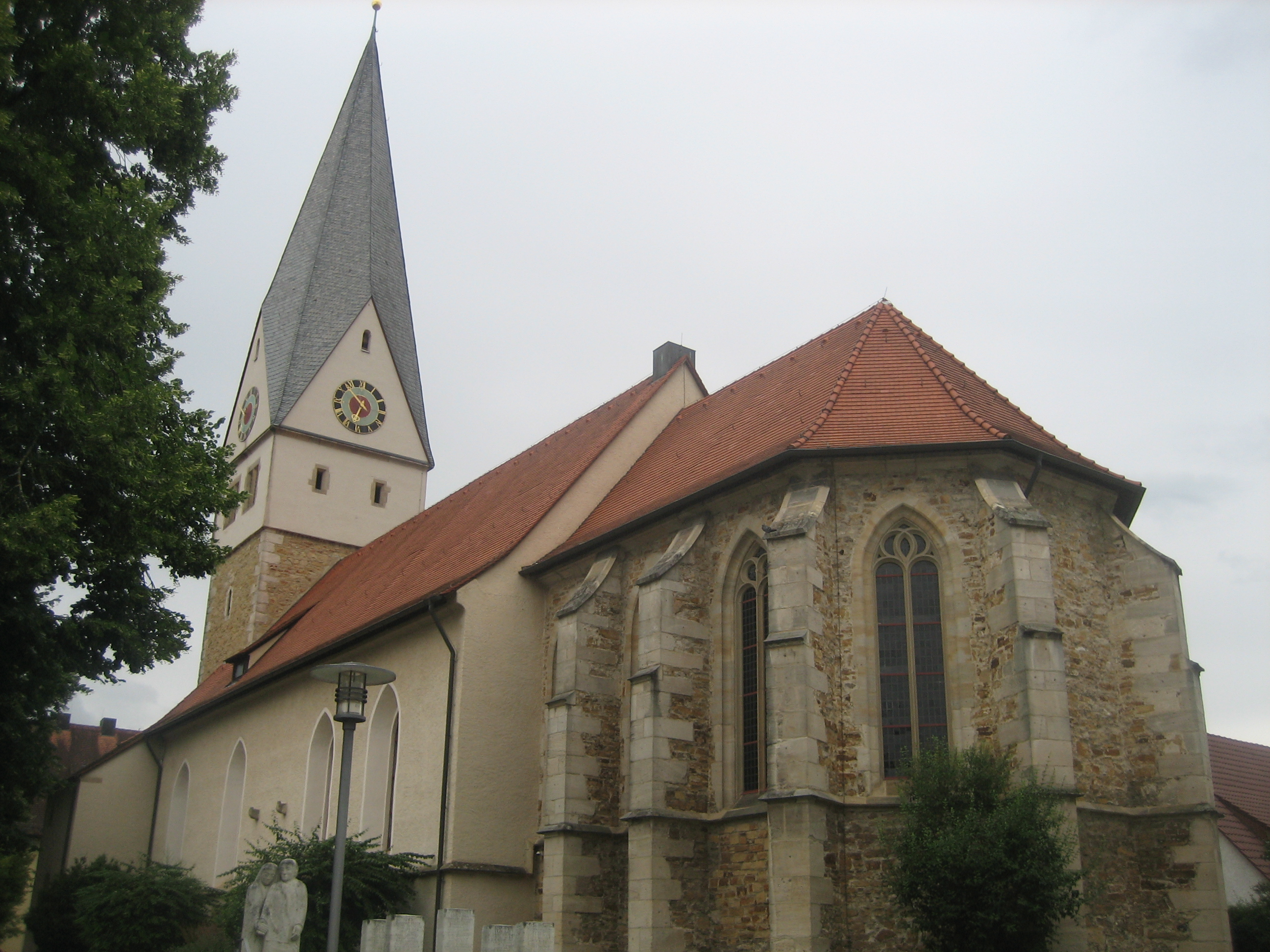
Die St. Georgskirche in Dettingen

In Dettingen gibt es die evangelische St.-Georgs-Kirche mit langer württembergischer Tradition, deren Gemeinde zum Kirchenbezirk Kirchheim unter Teck gehört. Die in der Nachkriegszeit errichtete römisch-katholische Kirche (St. Nikolaus von der Flüe) gehört zur Gemeinde Maria Königin in Kirchheim innerhalb einer Seelsorgeeinheit des Dekanats Esslingen-Nürtingen. In Dettingen gibt es auch eine neuapostolische Kirchengemeinde sowie eine Moschee des Dachverbands IGBD.

### Einwohnerentwicklung
Die Einwohnerzahlen sind Schätzungen, Volkszählungsergebnisse (¹) oder amtliche Fortschreibungen des Statistischen Landesamtes (nur Hauptwohnsitze).
| Jahr                 | Einwohnerzahl |
| -------------------- | ------------- |
| 1654                 | ca. 511       |
| 1700                 | ca. 1.000     |
| 3. Dezember 1834 ¹   | 2.192         |
| 1. Dezember 1871 ¹   | 1.907         |
| 1. Dezember 1900 ¹   | 2.048         |
| 17. Mai 1939 ¹       | 2.366         |
| 13. September 1950 ¹ | 3.131         |
| 6. Juni 1961 ¹       | 3.616         |
| 27. Mai 1970 ¹       | 4.047         |
| 25. Mai 1987 ¹       | 5.055         |
| 31. Dezember 1995    | 5.355         |
| 31. Dezember 2000    | 5.438         |
| 31. Dezember 2005    | 5.642         |
| 31. Dezember 2010    | 5.698         |
| 31. Dezember 2015    | 6.010         |
| 31. Dezember 2020    | 6.122         |

## Politik

### Gemeinderat
Der Gemeinderat in Dettingen hat 14 Mitglieder. Der Gemeinderat besteht aus den gewählten ehrenamtlichen Gemeinderäten und dem Bürgermeister als Vorsitzendem. Der Bürgermeister ist im Gemeinderat stimmberechtigt. Die Kommunalwahl am 9. Juni 2024 führte zu folgendem Endergebnis:
| Parteien und Wählergemeinschaften | Parteien und Wählergemeinschaften | % 2024 | Sitze 2024 | % 2019 | Sitze 2019 | Kommunalwahl 2024Wahlbeteiligung: 66,8 % 50403020100 45,1 %21,1 %33,8 %n. k. % CDU/ FWVGrüneDBLSPD/ GrüneGewinne und Verlusteim Vergleich zu 2019 %p 25 20 15 10 5 0 −5−10−15−20−25−30−0,7 %p+21,1 %p+9,1 %p−29,5 %pCDU/ FWVGrüneDBLSPD/ Grüne |
| CDU/FWV                           | CDU/Freie Wählervereinigung       | 45,1   | 6          | 45,8   | 7          | Kommunalwahl 2024Wahlbeteiligung: 66,8 % 50403020100 45,1 %21,1 %33,8 %n. k. % CDU/ FWVGrüneDBLSPD/ GrüneGewinne und Verlusteim Vergleich zu 2019 %p 25 20 15 10 5 0 −5−10−15−20−25−30−0,7 %p+21,1 %p+9,1 %p−29,5 %pCDU/ FWVGrüneDBLSPD/ Grüne |
| Grüne                             | Bündnis 90/Die Grünen             | 21,2   | 3          | --     | --         | Kommunalwahl 2024Wahlbeteiligung: 66,8 % 50403020100 45,1 %21,1 %33,8 %n. k. % CDU/ FWVGrüneDBLSPD/ GrüneGewinne und Verlusteim Vergleich zu 2019 %p 25 20 15 10 5 0 −5−10−15−20−25−30−0,7 %p+21,1 %p+9,1 %p−29,5 %pCDU/ FWVGrüneDBLSPD/ Grüne |
| SPD/Grüne                         | SPD/Grüne                         | --     | --         | 29,5   | 4          | Kommunalwahl 2024Wahlbeteiligung: 66,8 % 50403020100 45,1 %21,1 %33,8 %n. k. % CDU/ FWVGrüneDBLSPD/ GrüneGewinne und Verlusteim Vergleich zu 2019 %p 25 20 15 10 5 0 −5−10−15−20−25−30−0,7 %p+21,1 %p+9,1 %p−29,5 %pCDU/ FWVGrüneDBLSPD/ Grüne |
| DBL                               | Dettinger Bürgerliste             | 33,8   | 5          | 24,7   | 3          | Kommunalwahl 2024Wahlbeteiligung: 66,8 % 50403020100 45,1 %21,1 %33,8 %n. k. % CDU/ FWVGrüneDBLSPD/ GrüneGewinne und Verlusteim Vergleich zu 2019 %p 25 20 15 10 5 0 −5−10−15−20−25−30−0,7 %p+21,1 %p+9,1 %p−29,5 %pCDU/ FWVGrüneDBLSPD/ Grüne |
| gesamt                            | gesamt                            | 100,0  | 14         | 100,0  | 14         | Kommunalwahl 2024Wahlbeteiligung: 66,8 % 50403020100 45,1 %21,1 %33,8 %n. k. % CDU/ FWVGrüneDBLSPD/ GrüneGewinne und Verlusteim Vergleich zu 2019 %p 25 20 15 10 5 0 −5−10−15−20−25−30−0,7 %p+21,1 %p+9,1 %p−29,5 %pCDU/ FWVGrüneDBLSPD/ Grüne |
| Wahlbeteiligung                   | Wahlbeteiligung                   | 66,8 % | 66,8 %     | 63,0 % | 63,0 %     | Kommunalwahl 2024Wahlbeteiligung: 66,8 % 50403020100 45,1 %21,1 %33,8 %n. k. % CDU/ FWVGrüneDBLSPD/ GrüneGewinne und Verlusteim Vergleich zu 2019 %p 25 20 15 10 5 0 −5−10−15−20−25−30−0,7 %p+21,1 %p+9,1 %p−29,5 %pCDU/ FWVGrüneDBLSPD/ Grüne |

### Schultheiße und Bürgermeister
mit der Amtsbezeichnung Schultheiß:
- 1888–1922 Gottlob Röhm
- 1922–1932 Gustav Kaltenbach

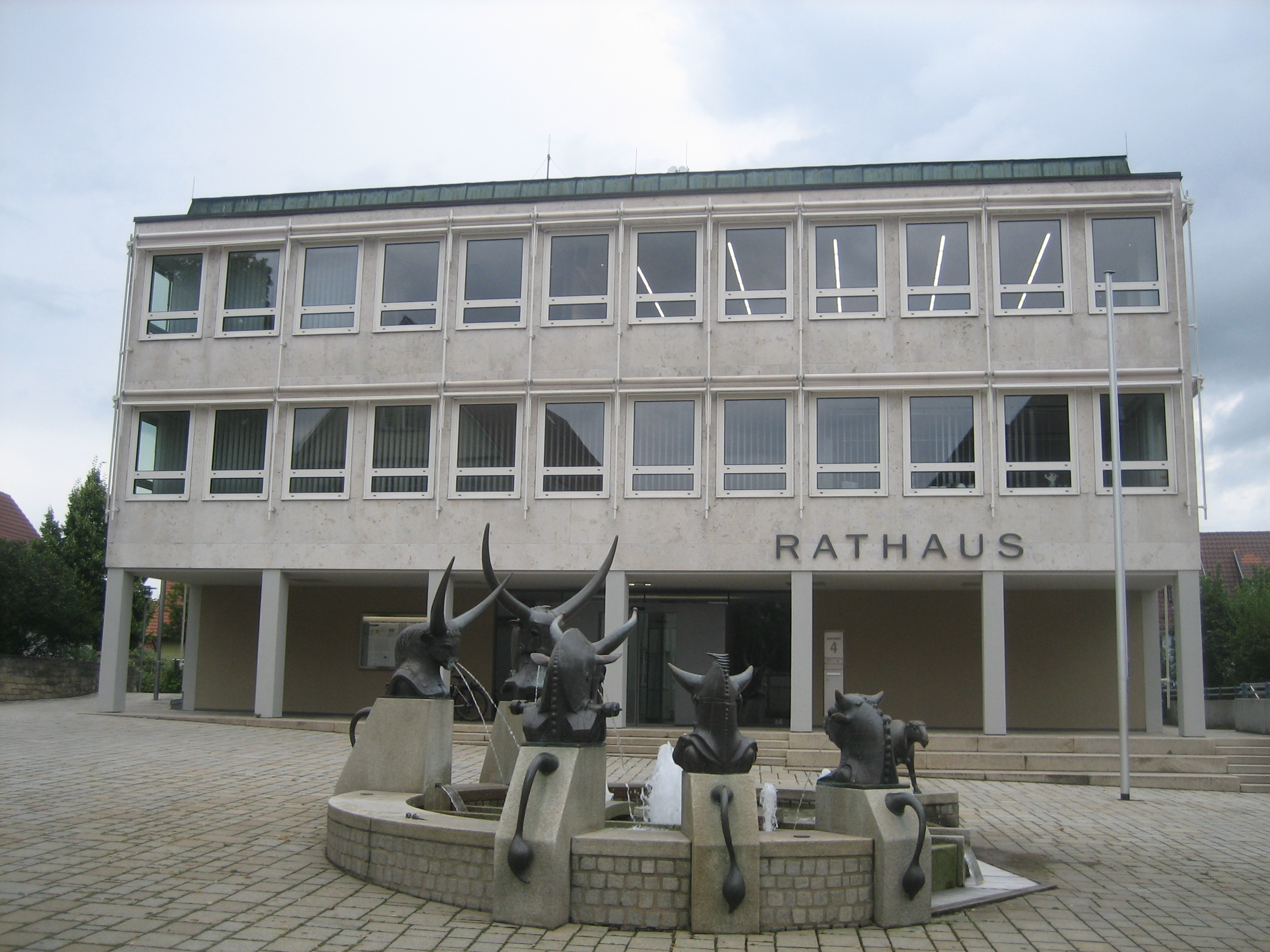
Das Rathaus mit Rathausbrunnen

mit der Amtsbezeichnung Bürgermeister:
- 1932–1945 Wilhelm Faßnacht
- 1945–1948 Gottlieb Lauxmann
- 1948–1957 Julius Mahle
- 1957–1972 Richard Käser
- 1972–1996 Günter Fischer
- seit 1996: Rainer Haußmann

Beim Amtsantritt im Juni 1996 war Haussmann der jüngste Bürgermeister im Kreis Esslingen. Am 7. März 2004 wurde Haußmann mit 87,05 % der Stimmen wiedergewählt. Am 4. März 2012 wurde Rainer Haußmann zum zweiten Mal im Amt bestätigt und mit 96,39 % der Stimmen für eine dritte Wahlperiode gewählt. Im März 2020 wurde Haussmann ohne Gegenkandidaten mit 95,6 % der Stimmen für eine vierte Amtszeit wiedergewählt.

### Wappen
Das Wappen zeigt in goldenem Schildhaupt eine waagrechte schwarze Hirschstange, darunter in Blau ein goldenes D (für Dettingen). Das Wappen ist bereits seit 1613 nachweisbar. Zwischen 1710 und 1934 führte die Gemeinde mehrere andere Wappen. 1934 wurde wieder das Wappen von 1613 angenommen. Die Hirschstange weist auf die Zugehörigkeit des Ortes zu Württemberg hin.

## Wirtschaft und Infrastruktur

### Verkehr

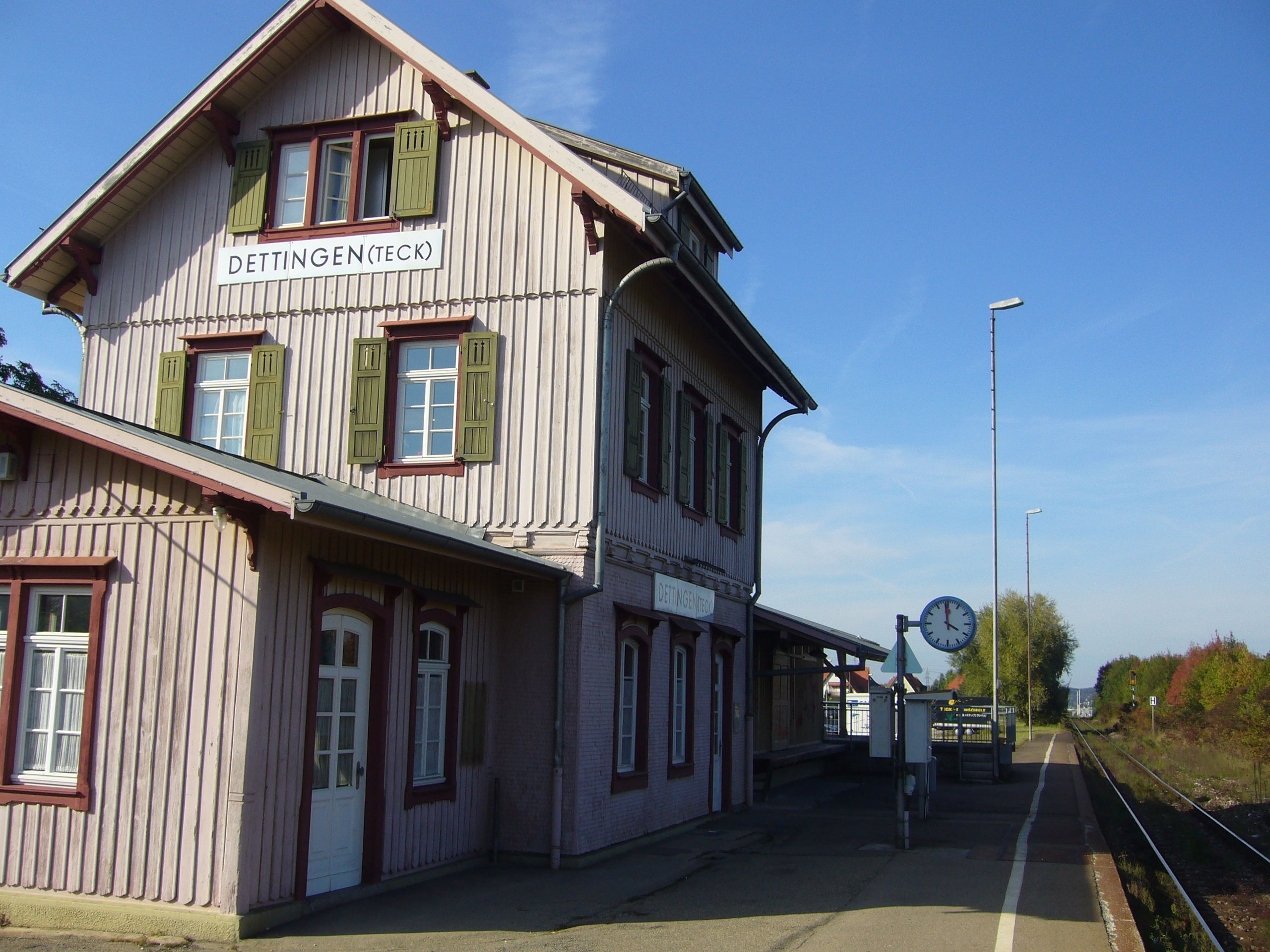
Das ehemalige Empfangsgebäude des Bahnhofs Dettingen (Teck)

Der Ort ist seit dem 1. Oktober 1899 an die eingleisige Bahnstrecke Wendlingen (Neckar)–Oberlenningen angeschlossen. Der Bahnhof heißt bahnamtlich, abweichend vom Ortsnamen, Dettingen (Teck). Die Königlich Württembergischen Staats-Eisenbahnen erbauten das mittlerweile restaurierte und anderweitig genutzte Empfangsgebäude als Einheitsbahnhof vom Typ IIa. Das Gebäude ist im Maßstab 1:87 auch als Modell auf vielen Modelleisenbahnen zu finden, unter anderem Namen auch auf der größten Modellbahnanlage der Welt im Miniatur-Wunderland in Hamburg. Die Station wird pro Richtung stündlich von einem Regionalbahn-Zug der Linie RB 64 bedient, die zwischen Kirchheim (Teck) und Oberlenningen pendelt und den Anschluss an die S-Bahn Stuttgart herstellt. Dettingen gehört mit dem Landkreis Esslingen dem Verkehrs- und Tarifverbund Stuttgart (VVS) an und liegt an der Grenze der Tarifzonen 5 und 6.

### Ansässige Unternehmen
Rübezahl Schokoladen, einer der weltweit größten Hersteller von Schokoladenfiguren, ist seit 1967 in Dettingen ansässig.
Die 1946 gegründete Spedition Diez beschäftigt 120 Mitarbeiter und hat eine Logistikfläche von 35.000 m². Die Firma Dietz-Motoren fertigt mit 260 Mitarbeitern u. a. Elektromotoren und Radialventilatoren.
Insgesamt hat Dettingen Stand 2017 ca. 2400 Arbeitsplätze.

### Bildungseinrichtungen
Mit der Teckschule gibt es eine Ganztages-Grundschule in Dettingen. Daneben gibt es die Freie Evangelische Schule Kirchheim (FESK) als staatlich anerkannte Grundschule mit Standort in Dettingen. Seit dem Schuljahr 2022/23 existiert an der FESK der Realschulzweig als weiterführende Schule. Auch drei Kindergärten bestehen im Ort.
Seit Herbst 2010 betreibt der Landkreis Esslingen mit der Verbundschule Dettingen eine Förderschule für sprach- und körperbehinderte Kinder, verbunden mit einem Schulkindergarten für Sprachbehinderte.

### Freizeit- und Sportanlagen
Dettingen besitzt ein Hallenbad, das mit einer Liegewiese im Sommer auch als Freibad genutzt wird.

## Persönlichkeiten

### Söhne und Töchter der Gemeinde
- Christian Friedrich von Otto (1758–1836), Politiker, Landtagsabgeordneter, Finanzminister, Innenminister
- Albert Pflüger (1879–1965), Politiker (SPD), Landtagsabgeordneter

### Persönlichkeiten, die mit Dettingen verbunden sind
- Gotthilf Kurz (1923–2010), Buchbinder, Buchkünstler und Grafiker, lebte und arbeitete viele Jahre in Dettingen